# Trichostomum perpusillum
Trichostomum perpusillum är en bladmossart som beskrevs av C. Müller och Warnstorf 1916. Trichostomum perpusillum ingår i släktet lansettmossor, och familjen Pottiaceae. Inga underarter finns listade i Catalogue of Life.